# 2013년 이스라엘 의회 선거
2013년 이스라엘 의회 선거는 전체 120석의 이스라엘 의회의 의원들을 선출하기 위해 2013년 1월 22일에 실시되었다.